# Psammobatis rudis
Psammobatis rudis (лат.) — вид хрящевых рыб рода семейства Arhynchobatidae отряда скатообразных. Обитают в умеренных водах юго-западной части Атлантического океана и в юго-восточной части Тихого океана. Встречаются на глубине до 352 м. Их крупные, уплощённые грудные плавники образуют округлый диск со треугольным рылом. Максимальная зарегистрированная длина 44 см. Яйцекладущий вид. Не являются объектом целевого промысла.

## Таксономия
Впервые новый вид был научно описан в 1870 году. Голотип представляет собой самку длиной 19,3 см, пойманного в водах Аргентины. Этих скатов часто путают с  Psammobatis scobina и с Psammobatis normani (отличаются почти круглой формой диска). Видовой эпитет происходит от лат. rudis — «грубый», «жёсткий».

## Ареал
Эти скаты обитают в водах Аргентины и Чили. Встречаются на континентальном шельфе и материковом склоне на глубине 122—352 м.

## Описание
Широкие и плоские грудные плавники этих скатов образуют ромбический диск с широким треугольным рылом и закруглёнными краями. На вентральной стороне диска расположены 5 жаберных щелей, ноздри и рот. Хвост длиннее диска. На хвосте имеются латеральные складки. У этих скатов 2 редуцированных спинных плавника и редуцированный хвостовой плавник. Максимальная зарегистрированная длина 44 см.

## Биология
Эти скаты откладывают яйца, заключённые в роговую капсулу с «рожками» по углам. Длина капсул 5,7 см, ширина 3,4 см.

## Взаимодействие с человеком
Эти скаты не являются объектом целевого лова. Попадаются в качестве прилова в ходе промысла мерлузы и чёрного конгрио. Данных для оценки Международным союзом охраны природы охранного статуса вида недостаточно.